# Kỷ băng hà (loạt tác phẩm hư cấu)
Loạt phim Kỷ băng hà (Tiếng Anh: Ice Age) là loạt phim hoạt hình được sản xuất bởi hãng phim Blue Sky Studios, một chi nhánh của 20th Century Fox, với sự góp giọng của Ray Romano, John Leguizamo, Denis Leary, và Chris Wedge. Tới nay đã có tổng cộng năm phim điện ảnh được công chiếu bao gồm Kỷ băng hà công chiếu năm 2002, Kỷ băng hà 2: Thời băng tan công chiếu năm 2006, Kỷ băng hà 3: Khủng long thức giấc công chiếu năm 2009, Kỷ băng hà 4: Lục địa trôi dạt công chiếu năm 2012 và Kỷ băng hà: Trời sập công chiếu năm 2016. Loạt phim có câu chuyện xoay quanh những loài động vật thuộc lớp Thú đang cố gắng sinh tồn trong kỷ băng hà của thời đại đồ đá cũ. Đã có một số chỉ trích cho rằng loạt phim không căn cứ đúng theo các nghiên cứu khoa học đã được xác thực.

## Phim điện ảnh

### Kỷ băng hà(2002)
Sid, một chú lười lắm lời, bị bỏ rơi bởi chính gia đình mình và cả những loài thú đang di chuyển về phương Nam. Cậu gặp Manny, một chú voi ma mút đang tiến về phương Bắc, và cậu quyết định theo chân chú voi này. Khi trại của loài người bị một đàn hổ răng kiếm tấn công, một người phụ nữ đã ôm đứa con mới chào đời nhảy xuống sông và ngã xuống dòng thác chảy. Trước khi người phụ nữ qua đời, đứa bé đã được Manny và Sid giải cứu. Hai người quyết định tìm cha đứa bé để trả lại con cho anh. Diego, một trong những chú hổ đã tấn công trại của loài người, quyết định đi theo để cướp lấy đứa bé. Nhưng suốt quá trình trải qua những khó khăn cùng nhau, ba người bạn đã có được những tình cảm thật thân thiết để rồi cùng nhau chống lại đàn hổ gian ác.

### Kỷ băng hà 2: Thời băng tan(2006)
Manny, Sid, và Diego hiện đang sinh sống trong một ngôi làng lớn được bao quanh bởi bức tường băng khổng lồ ở mọi phía. Tuy nhiên, ba người bạn khám phá ra rằng bức tường băng thật ra là một con đập đang giữ lấy một khối lượng lớn nước có thể nhấn chìm ngôi làng trong biển lũ. Một kền kền thông báo rằng có một con thuyền lớn ở cuối ngôi làng có thể cứu được tất cả mọi loài vật, nhưng họ chỉ có ba ngày để có thể tới được con thuyền, bằng không tất cả sẽ chết đuối. Manny cũng đang gặp rắc rối với việc có thể cậu là con ma mút cuối cùng còn sót lại của thế giới. Trên đường tới con thuyền, những người bạn gặp được Ellie, một cô ma mút luôn nghĩ rằng mình là loài chồn Opossum, và hai người em chồn Crash và Eddie của cô. Tình thế trở nên nguy hiểm hơn khi giờ đây xuất hiện thêm hai sinh vật biển lúc nào cũng rình rập dưới làn nước lạnh lẽo. Ba người bạn của chúng ta phải hợp sức với nhau để giúp mọi người tránh khỏi thảm họa này.

### Kỷ băng hà 3: Khủng long thức giấc(2009)
Manny và Ellie sắp hạ sinh đứa con đầu lòng. Trong khi đó Diego thì lo lắng về cuộc sống của mình khi Manny đã có một gia đình mới. Sid bắt đầu nghĩ về một gia đình của riêng mình, và trộm được ba quả trứng khủng long về ấp, điều này khiến Sid khám phá ra một vùng đất kì lạ nằm dưới lòng đất, nơi trú ngụ của các loài khủng long và những quần thể thực vật và động vật hung dữ, điều này khiến những người bạn của Sid phải xuống đó để giải cứu cậu. Không chỉ vậy, cả đội còn chạm trán với Buck, một chú chồn chột mắt, tính tình cổ quái, chuyên săn lùng khủng long.

### Kỷ băng hà 4: Lục địa trôi dạt(2012)
Vài năm sau khi rời khỏi thế giới khủng long dưới lòng đất, Peaches, con gái của Manny và Ellie giờ đã trở thành một thiếu niên. Manny, Sid và Diego bị chia tách khỏi những người thân do một trận lở băng. Trên đường tìm về nhà, bộ ba chạm trán với tên vượn hải tặc Thuyền trưởng Gutt và binh đoàn thủy thủ của hắn.

### Kỷ băng hà: Trời sập(2016)
Một thiên thạch lớn chuẩn bị tiến vào Trái Đất, đe dọa đến sinh mạng của muôn loài trên cả hành tinh. Để cứu bản thân khỏi thảm họa, Manny, Sid, Diego và cả đội phải rời nhà và tái ngộ với Buck, đi tìm cách cứu lấy hành tinh.

### Tương lai
Có thể có phần tiếp theo là Ice Age: Collision Course. Vào tháng 6 năm 2016, Galen T. Chu, đồng đạo diễn của bộ phim đã nói rằng có một vài ý tưởng cho phần tiếp theo. Vào tháng 7 năm 2016, Bustle cho biết khả năng phần 7 được sản xuất là khá cao dù nó còn phụ thuộc nhiều vào doanh thu phòng vé của phần 5.

## Phim ngắn

### Gone Nutty
Gone Nutty là một phim hoạt hình ngắn năm 2002 được đạo diễn bởi Carlos Saldanha, và được phát hành kèm trong DVD Kỷ băng hà. Phim ngắn theo chân nhân vật Scrat cùng các rắc rối liên tiếp với hạt dẻ yêu quý của cậu. Phim được đề cử tại Giải Oscar lần thứ 76 ở hạng mục Phim hoạt hình ngắn hay nhất.

### No Time for Nuts
No Time for Nuts là một phim hoạt hình ngắn năm 2006 được đạo diễn bởi Chris Renaud và Mike Thurmeier, và được phát hành kèm trong DVD Kỷ băng hà 2: Thời băng tan DVD. Câu chuyện xoay quanh Scrat và hạt dẻ của cậu bị đẩy lùi về quá khứ bởi một chiếc máy thời gian. No Time for Nuts được đề cử tại Giải Oscar lần thứ 79 ở hạng mục Phim hoạt hình ngắn hay nhất.

### Surviving Sid
Surviving Sid là một phim hoạt hình ngắn năm 2008 được đạo diễn bởi Galen Tan Chu và Karen Disher. Phim ban đầu được phát hành kèm phiên bản DVD và Blu-ray của phim Horton Hears a Who!. Khác với hai phim ngắn trước đó, Surviving Sid tập trung vào việc Sid ngẫu nhiên phải dẫn đầu một đoàn trẻ cắm trại.

### Cosmic Scrat-tastrophe
Cosmic Scrat-tastrophe là một phim hoạt hình ngắn năm 2015. Phim ngắn lại trở lại với nhân vật Scrat, tình cờ tìm ra một đĩa bay bị bao bọc trong một khối băng và vô tình tạo ra Hệ Mặt Trời.

## Truyền hình đặc biệt

### Ice Age: A Mammoth Christmas
Trong khi đang dở dang trang trí cho ngày lễ, Sid vô tình phá hỏng chi tiết trang trí yêu thích của Manny. Sid sau khi nghe Manny bảo cậu đang ở trong danh sách trẻ hư của Ông già Noel, đã cùng với Crash, Eddie và Peaches tới Bắc Cực để xin được vào lại danh sách trẻ ngoan. Khi ở Bắc Cực, Sid và các bạn đã làm hỏng nơi ở của Ông già Noel. Khi Manny, Ellie và Diego lo lắng cho sự an toàn của Peaches, họ đã đến Bắc Cực, và hợp sức cùng với những người bạn để cứu lấy Giáng sinh.

### Ice Age: The Great Egg-Scapade
Một cô chim mẹ đã tin tưởng giao trứng của mình cho Sid. Sau đó cô giới thiệu cho những hàng xóm của mình về dịch vụ trông trứng của Sid. Tuy nhiên tên thỏ hải tặc Squint vẫn còn tức tối và muốn trả thù cho đồng đội của mình, hắn đã cướp đống trứng rồi ngụy trang và giấu chúng. Cùng với anh sinh đôi của Squint là Clint, Manny và Diego bắt đầu chuyến đi tìm lại đống trứng bị đánh cắp.

## Lồng tiếng

### Phim điện ảnh
| Nhân vật               | Kỷ băng hà (2002)      | Kỷ băng hà 2: Thời băng tan (2006) | Kỷ băng hà 3: Khủng long thức giấc (2009) | Kỷ băng hà 4: Lục địa trôi dạt (2012) | Kỷ băng hà: Trời sập (2016) |                |                |                |                |                |                |                |                |                |                |
| Nhân vật chính         | Nhân vật chính         | Nhân vật chính                     | Nhân vật chính                            | Nhân vật chính                        | Nhân vật chính              | Nhân vật chính | Nhân vật chính | Nhân vật chính | Nhân vật chính | Nhân vật chính | Nhân vật chính | Nhân vật chính | Nhân vật chính | Nhân vật chính | Nhân vật chính |
| ---------------------- | ---------------------- | ---------------------------------- | ----------------------------------------- | ------------------------------------- | --------------------------- | -------------- | -------------- | -------------- | -------------- | -------------- | -------------- | -------------- | -------------- | -------------- | -------------- |
| Manny                  | Ray Romano             | Ray Romano                         | Ray Romano                                | Ray Romano                            | Ray Romano                  |                |                |                |                |                |                |                |                |                |                |
| Sid                    | John Leguizamo         | John Leguizamo                     | John Leguizamo                            | John Leguizamo                        | John Leguizamo              |                |                |                |                |                |                |                |                |                |                |
| Diego                  | Denis Leary            | Denis Leary                        | Denis Leary                               | Denis Leary                           | Denis Leary                 |                |                |                |                |                |                |                |                |                |                |
| Scrat                  | Chris Wedge            | Chris Wedge                        | Chris Wedge                               | Chris Wedge                           | Chris Wedge                 |                |                |                |                |                |                |                |                |                |                |
| Ellie                  |                        | Queen Latifah                      | Queen Latifah                             | Queen Latifah                         | Queen Latifah               |                |                |                |                |                |                |                |                |                |                |
| Crash                  |                        | Seann William Scott                | Seann William Scott                       | Seann William Scott                   | Seann William Scott         |                |                |                |                |                |                |                |                |                |                |
| Eddie                  |                        | Josh Peck                          | Josh Peck                                 | Josh Peck                             | Josh Peck                   |                |                |                |                |                |                |                |                |                |                |
| Peaches                |                        |                                    | không có lời thoại                        | Keke Palmer                           | Keke Palmer                 |                |                |                |                |                |                |                |                |                |                |
| Buck                   |                        |                                    | Simon Pegg                                | Simon Pegg (bản thu âm lưu trữ)       | Simon Pegg                  |                |                |                |                |                |                |                |                |                |                |
| Granny                 |                        |                                    |                                           | Wanda Sykes                           | Wanda Sykes                 |                |                |                |                |                |                |                |                |                |                |
| Shira                  |                        |                                    |                                           | Jennifer Lopez                        | Jennifer Lopez              |                |                |                |                |                |                |                |                |                |                |
| Julian                 |                        |                                    |                                           | Jason Fricchione                      | Adam DeVine                 |                |                |                |                |                |                |                |                |                |                |
| Brooke                 |                        |                                    |                                           |                                       | Jessie J                    |                |                |                |                |                |                |                |                |                |                |
| Nhân vật phụ           |                        |                                    |                                           |                                       |                             |                |                |                |                |                |                |                |                |                |                |
| Roshan                 | không có lời thoại     |                                    |                                           |                                       |                             |                |                |                |                |                |                |                |                |                |                |
| Soto                   | Goran Višnjić          |                                    |                                           |                                       |                             |                |                |                |                |                |                |                |                |                |                |
| Zeke                   | Jack Black             |                                    |                                           |                                       |                             |                |                |                |                |                |                |                |                |                |                |
| Carl                   | Cedric the Entertainer |                                    |                                           |                                       |                             |                |                |                |                |                |                |                |                |                |                |
| Frank                  | Stephen Root           |                                    |                                           |                                       |                             |                |                |                |                |                |                |                |                |                |                |
| Rachel                 | Lorri Bagley           |                                    |                                           |                                       |                             |                |                |                |                |                |                |                |                |                |                |
| Jennifer               | Jane Krakowski         |                                    |                                           |                                       |                             |                |                |                |                |                |                |                |                |                |                |
| Sylvia                 | Kristen Johnston       |                                    |                                           |                                       |                             |                |                |                |                |                |                |                |                |                |                |
| Fast Tony              |                        | Jay Leno                           |                                           |                                       |                             |                |                |                |                |                |                |                |                |                |                |
| The Lone Gunslinger    |                        | Will Arnett                        |                                           |                                       |                             |                |                |                |                |                |                |                |                |                |                |
| Cretaceous             |                        | không có lời thoại                 |                                           |                                       |                             |                |                |                |                |                |                |                |                |                |                |
| Maelstrom              |                        | không có lời thoại                 |                                           |                                       |                             |                |                |                |                |                |                |                |                |                |                |
| Scratte                |                        |                                    | Karen Disher                              |                                       |                             |                |                |                |                |                |                |                |                |                |                |
| Rudy                   |                        |                                    | không có lời thoại                        | không có lời thoại                    |                             |                |                |                |                |                |                |                |                |                |                |
| Momma                  |                        |                                    | không có lời thoại                        |                                       |                             |                |                |                |                |                |                |                |                |                |                |
| Egbert, Yoko và Shelly |                        |                                    | Carlos Saldanha                           |                                       |                             |                |                |                |                |                |                |                |                |                |                |
| Louis                  |                        |                                    |                                           | Josh Gad                              | không có lời thoại          |                |                |                |                |                |                |                |                |                |                |
| Thuyền trưởng Gutt     |                        |                                    |                                           | Peter Dinklage                        |                             |                |                |                |                |                |                |                |                |                |                |
| Squint                 |                        |                                    |                                           | Aziz Ansari                           |                             |                |                |                |                |                |                |                |                |                |                |
| Flynn                  |                        |                                    |                                           | Nick Frost                            |                             |                |                |                |                |                |                |                |                |                |                |
| Raz                    |                        |                                    |                                           | Rebel Wilson                          |                             |                |                |                |                |                |                |                |                |                |                |
| Gupta                  |                        |                                    |                                           | Kunal Nayyar                          |                             |                |                |                |                |                |                |                |                |                |                |
| Silas                  |                        |                                    |                                           | Alain Chabat                          |                             |                |                |                |                |                |                |                |                |                |                |
| Ariscratle             |                        |                                    |                                           | Patrick Stewart                       |                             |                |                |                |                |                |                |                |                |                |                |
| Milton                 |                        |                                    |                                           | Alan Tudyk                            |                             |                |                |                |                |                |                |                |                |                |                |
| Eunice                 |                        |                                    |                                           | Joy Behar                             |                             |                |                |                |                |                |                |                |                |                |                |
| Marshall               |                        |                                    |                                           | Ben Gleib                             |                             |                |                |                |                |                |                |                |                |                |                |
| Bác Fungus             |                        |                                    |                                           | Eddie "Piolín" Sotelo                 |                             |                |                |                |                |                |                |                |                |                |                |
| Ethan                  |                        |                                    |                                           | Aubrey Drake Graham                   |                             |                |                |                |                |                |                |                |                |                |                |
| Steffie                |                        |                                    |                                           | Nicki Minaj                           |                             |                |                |                |                |                |                |                |                |                |                |
| Katie                  |                        |                                    |                                           | Heather Morris                        |                             |                |                |                |                |                |                |                |                |                |                |
| Meghan                 |                        |                                    |                                           | Alexandra Romano                      |                             |                |                |                |                |                |                |                |                |                |                |
| Roger                  |                        |                                    |                                           |                                       | Max Greenfield              |                |                |                |                |                |                |                |                |                |                |
| Gavin                  |                        |                                    |                                           |                                       | Nick Offerman               |                |                |                |                |                |                |                |                |                |                |
| Gertie                 |                        |                                    |                                           |                                       | Stephanie Beatriz           |                |                |                |                |                |                |                |                |                |                |
| Shangri Llama          |                        |                                    |                                           |                                       | Jesse Tyler Ferguson        |                |                |                |                |                |                |                |                |                |                |
| Neil deBuck Weasel     |                        |                                    |                                           |                                       | Neil deGrasse Tyson         |                |                |                |                |                |                |                |                |                |                |
| Francine               |                        |                                    |                                           |                                       | Melissa Rauch               |                |                |                |                |                |                |                |                |                |                |

### Phim ngắn
| Nhân vật           | Gone Nutty (2002) | No Time for Nuts (2006) | Surviving Sid (2008) | Cosmic Scrat-tastrophe (2015) | Scrat: Spaced Out (2016) |
| ------------------ | ----------------- | ----------------------- | -------------------- | ----------------------------- | ------------------------ |
| Scrat              | Chris Wedge       | Chris Wedge             | Chris Wedge          | Chris Wedge                   | Chris Wedge              |
| Manny              |                   | không có lời thoại      |                      | Ray Romano                    |                          |
| Sid                |                   | không có lời thoại      | John Leguizamo       | John Leguizamo                |                          |
| Diego              |                   | không có lời thoại      |                      | Dennis Leary                  |                          |
| Roshan             |                   | không có lời thoại      |                      |                               |                          |
| Claire             |                   |                         | Emily Osment         |                               |                          |
| Cindy              |                   |                         | Maria Lark           |                               |                          |
| Neil deBuck Weasel |                   |                         |                      |                               | Neil deGrasse Tyson      |
| Scratazons         |                   |                         |                      |                               | Karen Disher             |

### Truyền hình đặc biệt
| Nhân vật     | Ice Age: A Mammoth Christmas (2011) | Ice Age: The Great Egg-Scapade (2016) |
| ------------ | ----------------------------------- | ------------------------------------- |
| Manny        | Ray Romano                          | Ray Romano                            |
| Sid          | John Leguizamo                      | John Leguizamo                        |
| Diego        | Denis Leary                         | Denis Leary                           |
| Scrat        | Chris Wedge                         | Chris Wedge                           |
| Ellie        | Queen Latifah                       | Queen Latifah                         |
| Crash        | Seann William Scott                 | Seann William Scott                   |
| Eddie        | Josh Peck                           | Josh Peck                             |
| Peaches      | Ciara Bravo                         | Keke Palmer                           |
| Ông già Noel | Billy Gardell                       |                                       |
| Prancer      | T.J. Miller                         |                                       |
| Ethel        |                                     | Taraji P. Henson                      |
| Squint       |                                     | Seth Green                            |
| Clint        |                                     | Blake Anderson                        |

## Đội ngũ thực hiện
| Phim                               | Đạo diễn                                      | Sản xuất                    | Sản xuất điều hành             | Biên kịch                                                                                          | Biên soạn    | Dựng phim                           |
| ---------------------------------- | --------------------------------------------- | --------------------------- | ------------------------------ | -------------------------------------------------------------------------------------------------- | ------------ | ----------------------------------- |
| Kỷ băng hà                         | Chris Wedge đồng đạo diễn: Carlos Saldanha    | Lori Forte                  | Chris Meledandri               | kịch bản: Michael Berg, Michael J. Wilson and Peter Ackerman cốt truyện: Michael J. Wilson         | David Newman | John Carnochan                      |
| Kỷ băng hà 2: Thời băng tan        | Carlos Saldanha                               | Lori Forte                  | Chris Meledandri & Chris Wedge | kịch bản: Peter Gaulke, Gerry Swallow and Jim Hecht cốt truyện: Peter Gaulke & Gerry Swallow       | John Powell  | Harry Hitner                        |
| Kỷ băng hà 3: Khủng long thức giấc | Carlos Saldanha đồng đạo diễn: Mike Thurmeier | Lori Forte & John C. Donkin | Chris Wedge                    | kịch bản: Michael Berg, Peter Ackerman, Mike Reiss and Yoni Brenner cốt truyện: Jason Carter Eaton | John Powell  | Harry Hitner                        |
| Kỷ băng hà 4: Lục địa trôi dạt     | Steve Martino & Mike Thurmeier                | Lori Forte & John C. Donkin | Chris Wedge & Carlos Saldanha  | kịch bản: Michael Berg & Jason Fuchs cốt truyện: Michael Berg & Lori Forte                         | John Powell  | James M. Palumbo & David Ian Salter |
| Kỷ băng hà: Trời sập               | Mike Thurmeier đồng đạo diễn: Galen T. Chu    | Lori Forte                  | Chris Wedge & Carlos Saldanha  | kịch bản: Michael J. Wilson, Michael Berg and Yoni Brenner cốt truyện: Aubrey Solomon              | John Debney  | James M. Palumbo                    |

## Tiếp nhận

### Doanh thu phòng vé
Cả năm phim điện ảnh, với tổng kinh phí đầu tư là 429 triệu USD, đã thu về 3.2 tỉ USD trên toàn thế giới, giúp cho Kỷ băng hà trở thành loạt phim điện ảnh có doanh thu cao thứ 15 mọi thời đại, và loạt phim phim hoạt hình có doanh thu cao thứ hai toàn cầu chỉ sau Shrek. Cả bốn phim điện ảnh đầu đều là phim hoạt hình có doanh thu cao nhất trong năm mỗi phim phát hành, và đều nằm trong top 8 phim có doanh thu cao nhất năm đó.
| Phim                               | Ngày phát hành      | Doanh thu phòng vé | Doanh thu phòng vé | Doanh thu phòng vé | Thứ hạng phòng vé     | Thứ hạng phòng vé          | Kinh phí      | Nguồn         |
| Phim                               | Ngày phát hành      | Bắc Mỹ             | Các khu vực khác   | Thế giới           | Mọi thời đại ở Bắc Mỹ | Mọi thời đại trên toàn cầu | Kinh phí      | Nguồn         |
| ---------------------------------- | ------------------- | ------------------ | ------------------ | ------------------ | --------------------- | -------------------------- | ------------- | ------------- |
| Kỷ băng hà                         | 15 tháng 3 năm 2002 | 176,387,405 USD    | 206,869,731 USD    | 383,257,136 USD    | #189                  | #193                       | 59 triệu USD  | [ 18 ]        |
| Kỷ băng hà 2: Thời băng tan        | 31 tháng 3 năm 2006 | 195,330,621 USD    | 465,610,159 USD    | 660,940,780 USD    | #148                  | #70                        | 80 triệu USD  | [ 19 ]        |
| Kỷ băng hà 3: Khủng long thức giấc | 1 tháng 7 năm 2009  | 196,573,705 USD    | 690,113,112 USD    | 886,686,817 USD    | #147                  | #30                        | 90 triệu USD  | [ 20 ]        |
| Kỷ băng hà 4: Lục địa trôi dạt     | 13 tháng 7 năm 2012 | 161,321,843 USD    | 715,922,939 USD    | 877,244,782 USD    | #225                  | #32                        | 95 triệu USD  | [ 21 ]        |
| Kỷ băng hà: Trời sập               | 22 tháng 7 năm 2016 | 64,063,008 USD     | 342,989,731 USD    | 407,052,739 USD    | #1,161                | #228                       | 105 triệu USD | [ 22 ]        |
| Tổng cộng                          | Tổng cộng           | 793.676.582 USD    | 2.421.505.672 USD  | 3.215.182.254 USD  | #22                   | #11                        | 429 triệu USD | [ 23 ] [ 24 ] |

### Đánh giá chuyên môn
| Phim                               | Rotten Tomatoes    | Metacritic       | CinemaScore |
| ---------------------------------- | ------------------ | ---------------- | ----------- |
| Kỷ băng hà                         | 77% (165 đánh giá) | 60 (31 đánh giá) | A           |
| Kỷ băng hà 2: Thời băng tan        | 57% (143 đánh giá) | 58 (29 đánh giá) | A           |
| Kỷ băng hà 3: Khủng long thức giấc | 45% (159 đánh giá) | 50 (25 đánh giá) | A-          |
| Kỷ băng hà 4: Lục địa trôi dạt     | 37% (131 đánh giá) | 49 (29 đánh giá) | A-          |
| Kỷ băng hà: Trời sập               | 15% (106 đánh giá) | 34 (27 đánh giá) | B+          |

## Trò chơi điện tử
- Ice Age được phát hành năm 2002 bởi Ubisoft cho Game Boy Advance.
- Ice Age 2: The Meltdown được phát hành năm 2006 bởi Sierra Entertainment cho Wii, PlayStation 2, GameCube, Game Boy Advance, Nintendo DS, Xbox và PC.
- Dawn of the Dinosaurs được phát hành bởi Activision vào ngày 30 tháng 6 năm 2009 cho PC, Wii, DS, PS2, PlayStation 3, và Xbox 360.
- Ice Age Village, một trò chơi điện tử trên di động, được phát hành bởi Gameloft vào ngày 5 tháng 4 năm 2012 trên iPhone, iPad và các thiết bị Android,[36] và vào ngày 24 tháng 4 năm 2013 trên Windows Phone.[37]
- Ice Age: Continental Drift – Arctic Games được phát hành bởi Activision vào ngày 10 tháng 7 năm 2012 cho Wii, Nintendo 3DS, Nintendo DS, và Xbox 360.[38]
- Ice Age Online là một trò chơi phiêu lưu miễn phí trên trình duyệt được sản xuất bởi Bigpoint Games.
- Ice Age Adventures, một trò chơi miễn phí được phát hành bởi Gameloft vào ngày 7 tháng 8 năm 2014 cho iPhone, iPad, iPod touch, Android, Windows Phone và Windows 8.[39]
- Ice Age: Arctic Blast, trò chơi xếp hình trên di động được phát triển bởi Zynga và Eat Sleep Play, đồng thời có chứa nội dung của cả năm phần phim, được phát hành vào tháng 6 năm 2016 cho các thiết bị sử dụng hệ điều hành iOS và Android.[40]

## Biểu diễn trực tiếp
Ice Age Live! A Mammoth Adventure là một chương trình biểu diễn trực tiếp tại các sân vận động, vũ đài kết hợp các hoạt động trượt băng, đu xà treo, múa rối và điện ảnh, và kể những câu chuyện mới dựa theo cốt truyện của ba phim điện ảnh Kỷ băng hà đầu tiên. Câu chuyện bắt đầu với voi ma mút Peaches bị bắt cóc bởi một thực thể giống như đại bàng được gọi là Shadow. Manny, Sid và Diego bắt đầu cuộc hành trình tìm lại Peaches và đã thành công, nhưng trên đường về họ gặp một trận tuyết lở khiến những người bạn bị lạc vào một vương quốc kì ảo dưới lòng đất.

## Công viên
Những con đường và cảnh quan được lấy cảm hứng từ Kỷ băng hà sẽ được xuất hiện trong công viên đầu tiên của 20th Century Fox có tên gọi 20th Century Fox World, được xây dựng năm 2016 tại cao nguyên Genting của Malaysia.